# Clive Rowe
Clive Rowe (Oldham, 27 marzo 1964) è un attore e cantante inglese, noto soprattutto come interprete di musical.

## Biografia
Ha recitato in numerosi musical a Londra, tra cui: Carmen Jones (1991), The Challenge (1992), Carousel (National Theatre, 1992; candidato al Laurence Olivier Award alla miglior performance in un ruolo non protagonista in un musical), Once on this Island (1994), Company (1995, 2010), Guys and Dolls (National Theatre, 1997; Laurence Olivier Award alla miglior performance in un ruolo non protagonista in un musical), Candide (National Theatre, 1998), Caroline, or Change (National Theatre, 2006), Into the Woods (Royal Opera House, 2007), Kiss Me, Kate (2012) e Sister Act (Eventim Apollo, 2022; candidato al Laurence Olivier Award al miglior attore non protagonista in un musical).

## Filmografia parziale

### Cinema
- Manderlay, regia di Lars von Trier (2005)
- Shoot the Messenger, regia di Ngozi Onwurah (2006)

### Televisione
- L'ispettore Barnaby (Midsomer Murders) – serie TV, episodio 22x05 (2021)